# السرب 100 (إسرائيل)
تشكل السرب 100 التابع للقوات الجوية الإسرائيلية، المعروف أيضاً باسم (سرب الجمل الطائر) (بالعبرية: טייסת הגמל המעופף) في نوفمبر 1956. وهو سرب طائرات نقل عسكري طراز بيتشكرافت 200 «تسوفيف» (طائر الشمس)، يتمركز في مطار سدي دوف.